# Alvaradoia
Alvaradoia is een geslacht van vlinders van de familie uilen (Noctuidae).

## Soorten
- A. disjecta (Rothschild, 1920)
- A. numerica (Boisduval, 1840)